# Interahamwe
Interahamwe är en milisgrupp som låg bakom en stor del av dödandet under folkmordet i Rwanda. Interahamwe var knutet till det styrande MRND-partiet och drevs av en extrem hutu-nationalistisk ideologi. Under folkmordet på tutsier i Rwanda upprättade Interahamwe vägspärrar, där tutsier som försökte fly undan våldet stoppades och mördades. 
Interahamwes ledare vid tiden för folkmordet i Rwanda var Robert Kajuga (som ironiskt nog var etnisk tutsi). Han dog 1994 i exil i Kongo. Hans ställföreträdare Georges Rutaganda dömdes 2003 av Internationella Rwandatribunalen (ICTR) till livstids fängelse för folkmord, brott mot mänskligheten och mord.
När den tutsidominerade rebellgruppen RPF intog Kigali, flydde många Interahamwe-medlemmar till Rwandas grannländer, framför allt till nuvarande Kongo-Kinshasa. Interahamwe-medlemmar organiserade sig där och fortsatte att angripa såväl rwandiska som kongolesiska tutsier. Dessa attacker var en viktig orsak till utbrotten av det första och andra Kongokriget.

## Fotnoter
1. ↑  Vasagar, Jeevan (16 februari 2005). ”The hotel that saved hundreds from genocide”. The Guardian. http://www.guardian.co.uk/world/2005/feb/16/rwanda.film.